# Malvern, Jamaica
Malvern är en ort i Jamaica.   Den ligger i parishen Parish of Saint Elizabeth, i den västra delen av landet, 100 km väster om huvudstaden Kingston. Malvern ligger 662 meter över havet och antalet invånare är 3 291. Den ligger på ön Jamaica.
Terrängen runt Malvern är kuperad åt nordost, men åt sydväst är den platt. Malvern ligger uppe på en höjd. Runt Malvern är det ganska tätbefolkat, med 129 invånare per kvadratkilometer. Närmaste större samhälle är Santa Cruz, 9,6 km norr om Malvern. Omgivningarna runt Malvern är en mosaik av jordbruksmark och naturlig växtlighet.